# البرح (مسورة)

تعديل مصدري - تعديل

البرح هي إحدى قرى عزلة دثران ال علوي بمديرية مسورة التابعة لمحافظة البيضاء، بلغ تعداد سكانها 190 نسمة حسب تعداد اليمن لعام 2004.